# Шинкевич, Якуб
Я́куб Сулейма́нович Шинке́вич (пол. Jakub Szynkiewicz; 16 апреля 1884, Ляховичи, Слуцкий уезд (ныне — Беларусь) — 1 ноября 1966, Уотербери, США) — доктор философии и востоковедения, избранный первым муфтием новой независимой Польши в 1925 году.

## Биография
Якуб Шинкевич родился 16 апреля 1884 года в татарской семье в Ляховичах Минской губернии Российской империи (с 1921 по 1939 год часть Польши, сегодня западная Беларусь). Он был сыном Сулеймана и Фатимы. Имел брата, Мустафу Шинкевича, ставшего председателем Общества Литовских Татар (пол. Związek Tarów Litewskich), и сестру Амину.
В 1904 году он окончил Минскую гимназию (Męska Szkoła Realna), в 1904–1910 годах учился в Санкт-Петербургском технологическом институте, в 1912 году поступил на востоковедное отделение историко-филологического факультета Санкт-Петербургского университета. 
После начала Первой мировой войны летом 1914 года был вынужден прервать обучение и вплоть до 1917 года находился на фронте.
Осенью 1919 года уехал в Берлин для продолжения высшего образования. В 1925 году он получил степень доктора философии в Берлинском университете, защитив диссертацию на тему «Синтаксис произведений Рабгузи». 28 октября того же года он был избран муфтием общества мусульман Польши, штаб-квартира которого находилась в Вильно. С осени 1926 года до лета 1944 года Шинкевич жил в Вильно (Вильнюсе). 
Он перевел ряд стихов из Корана с арабского на польский язык, опубликованных в 1935 году под названием «Wersety z Koranu». За время своего руководства он установил контакты с большей частью внешнего мусульманского мира, включая Индию, Палестину, Египет и другие. Муфтий Шинкевич также присутствовал на конгрессе Каирского халифата в 1926 году. Во время Европейского мусульманского конгресса в 1935 году его назвали «одним из самых красноречивых участников». В драматическом эпизоде на съезде муфтий Шинкевич потребовал, чтобы директор Университета Востока, граф Бернардо Барбьеллини Амидей, трижды произнёс исповедание веры (шахаду) перед участниками съезда, когда граф появился перед съездом, чтобы попросить, чтобы официально подтвердилась приверженность к исламу. Муфтий Шинкевич также руководил формальным регулированием правового статуса польских мусульман в новом независимом польском государстве в 1936 году. Он играл центральную роль в планах строительства мечети в Варшаве, которые были прерваны нацистским вторжением в Польшу в 1939 году.
Во время Великой Отечественной войны служил муфтием Имперского министерства оккупированных восточных территорий. В конце 1944 года он уехал и отказался вернуться в коммунистическую Польшу. После войны он поселился в Египте, но после просоветской июльской революции в 1952 году переехал в США. Он умер в Уотербери, штат Коннектикут, 1 ноября 1966 года.